# Condado de Lincoln (Colorado)
El condado de Lincoln (en inglés: Lincoln County), fundado en 1889, es uno de los 64 condados del estado estadounidense de Colorado. En el año 2000 tenía una población de 6087 habitantes con una densidad poblacional de una persona por km². La sede del condado es Hugo.

## Geografía
Según la Oficina del Censo, el condado tiene un área total de 6699 km² (2586,5 mi²), de la cual 6698 km² (2586,1 mi²) es tierra y 1 km² (0,4 mi²) (0.01%) es agua.

### Condados adyacentes
- Condado de Washington - norte
- Condado de Kit Carson - este
- Condado de Cheyenne - este
- Condado de Crowley - sur
- Condado de Kiowa - sur
- Condado de Elbert - oeste
- Condado de El Paso - oeste
- Condado de Arapahoe - noroeste
- Condado de Pueblo - suroeste

## Demografía
En el 2000 la renta per cápita promedia del condado era de $31 914, y el ingreso promedio para una familia era de $39 738. En 2000 los hombres tenían un ingreso per cápita de $25 742 contra los $22 188 para las mujeres. El ingreso per cápita para el condado era de $15 510. Alrededor del 11,70% de la población estaba bajo el umbral de pobreza nacional.

## Ciudades y pueblos
- Arriba
- Bovina
- Genoa
- Hugo
- Karval
- Limon
- Punkin Center